# 利坎滕
34°59′S 72°0′W / 34.983°S 72.000°W

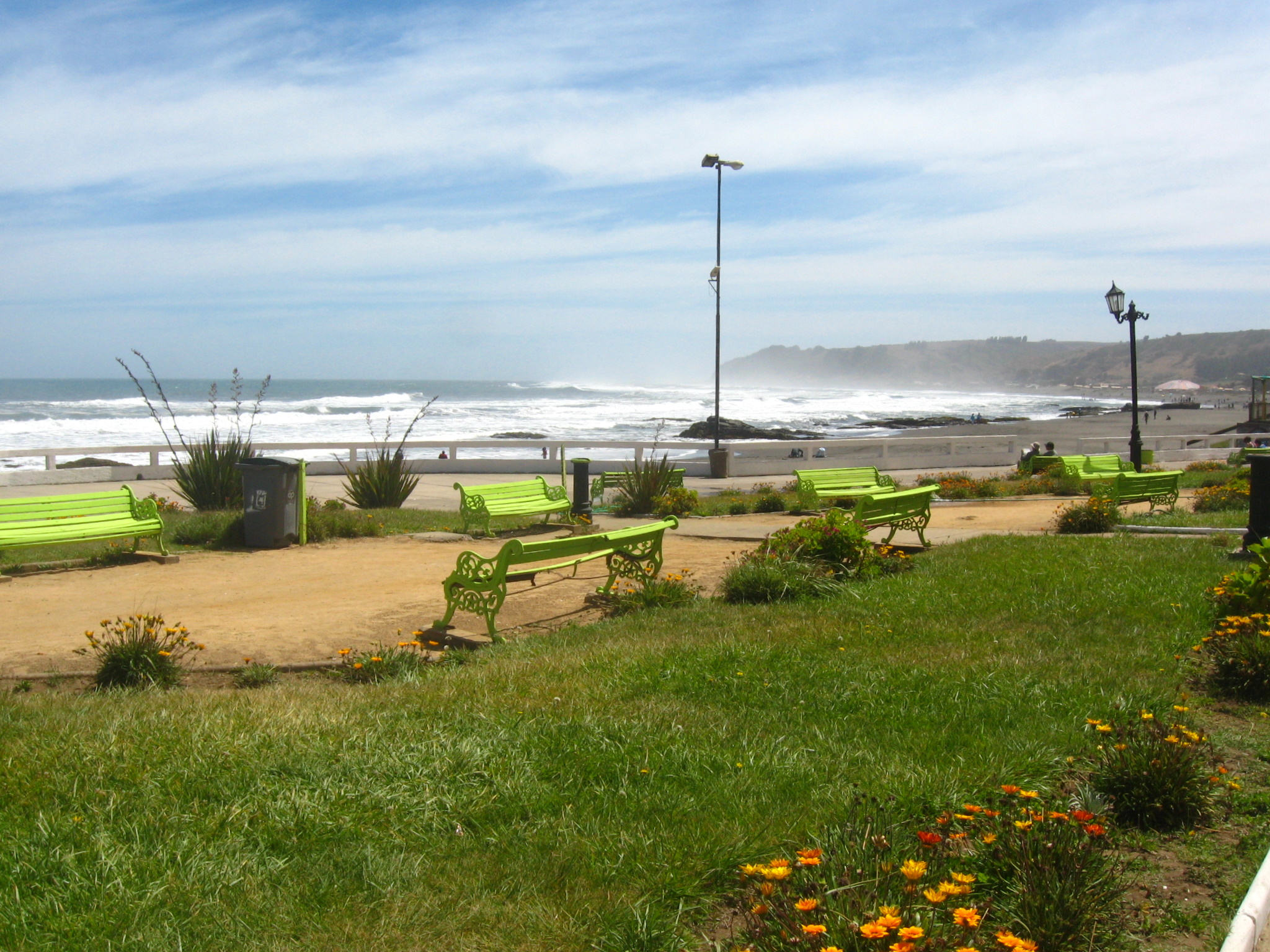

利坎滕（西班牙語：Licantén），是智利的城鎮，位於該國中部馬烏萊大區的庫里科省，始建於1938年，面積273.3平方公里，海拔高度5米，2012年人口6,689人，人口密度每平方公里24人。